# Kampf & Spindler

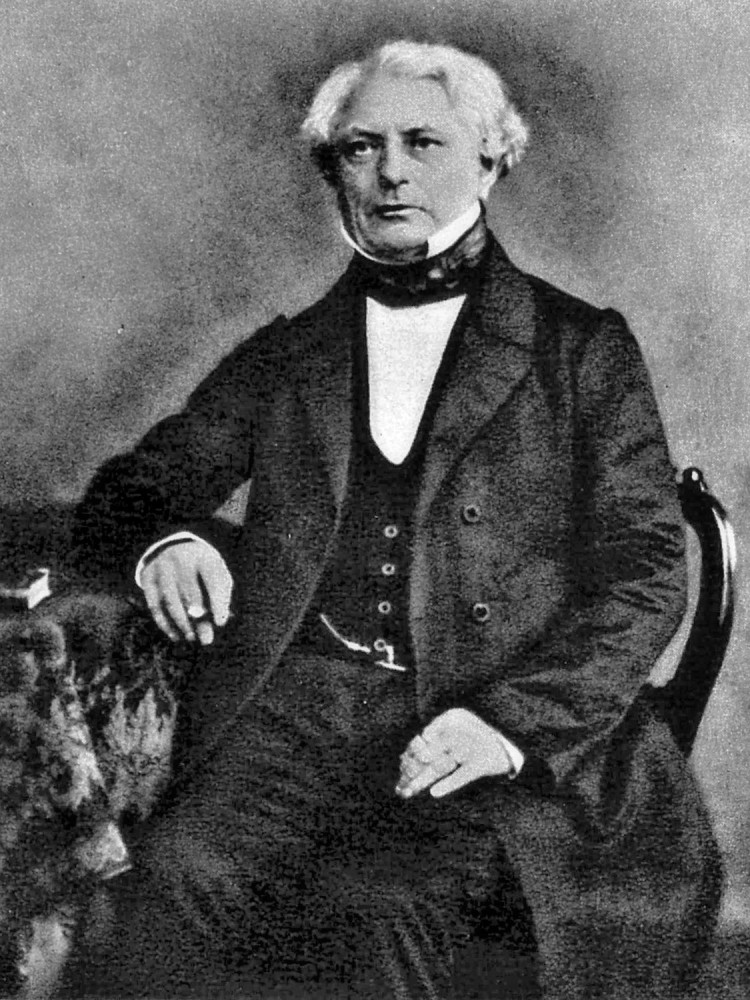
Firmengründer Johann Wilhelm Kampf (1799–1875)

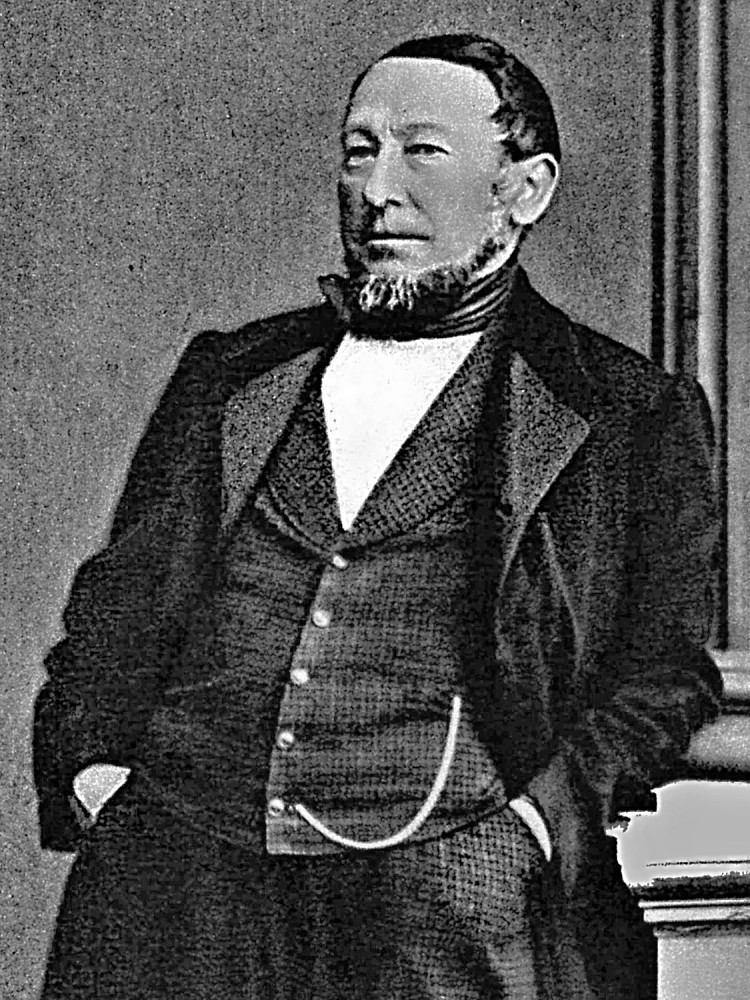
Firmengründer Johann Christian Spindler (1801–1881)

Die Firma Kampf & Spindler, 1832 als Kontor für Heimweber in Elberfeld gegründet und 1970 als Paul-Spindler-Werke KG in Hilden geschlossen, entwickelte sich während der 138-jährigen Firmengeschichte von einem im Verlagssystem arbeitenden Vertrieb von handgewebten Seidenerzeugnissen zu einem vollstufig vertikal organisierten Industrieunternehmen, das vom Rohstoff beginnend Textilerzeugnisse in vier Städten herstellte und in seiner Blütezeit europaweit vermarktete. Als Familienunternehmen wurde die Firma während ihres Bestehens stets von Mitgliedern der Familien Kampf und Spindler und nahen Verwandten geleitet.

## Geschichte

### Zeit der Handweber

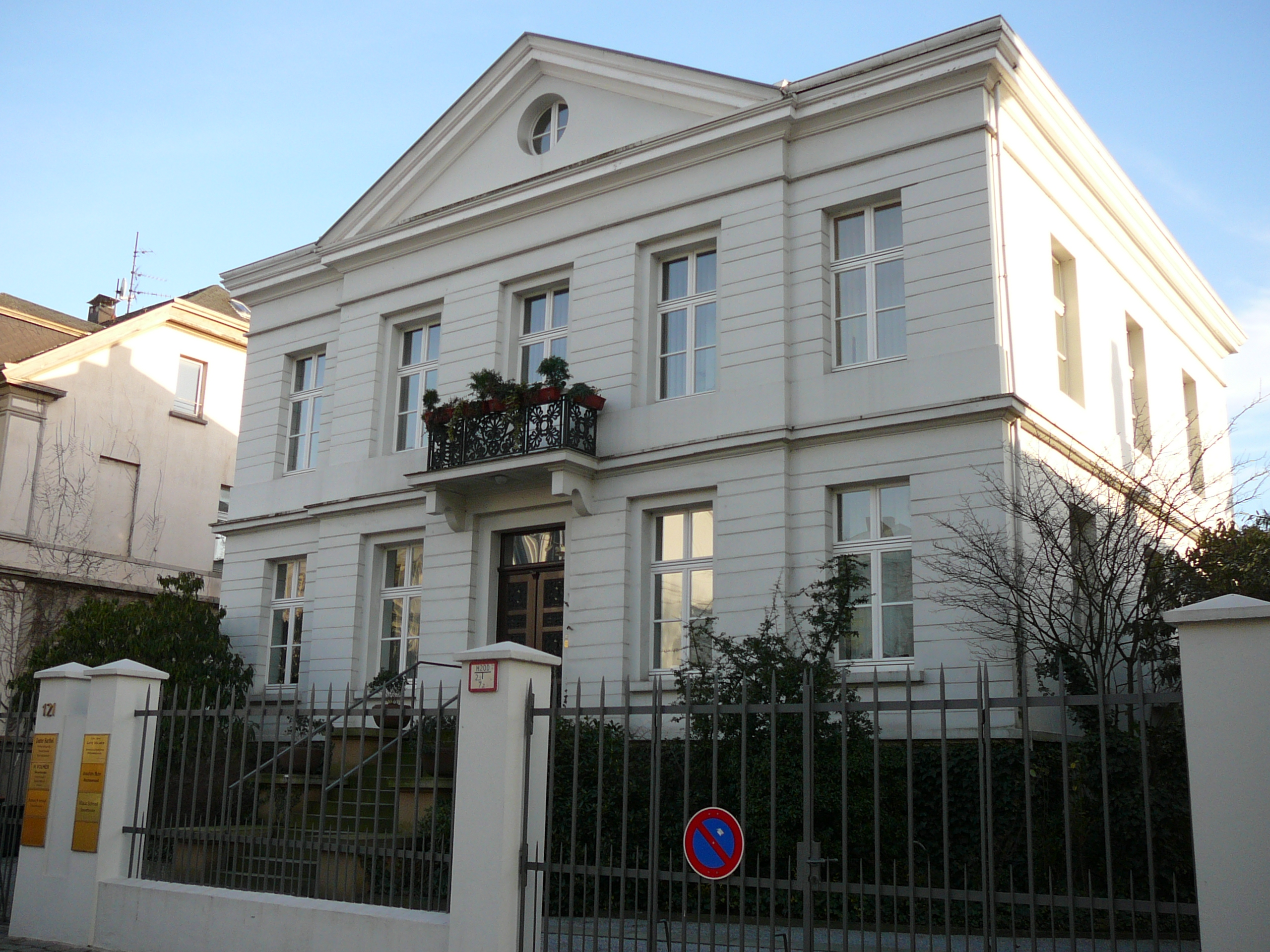
Firmenadresse ab 1840: Elberfeld, Königstr. 121

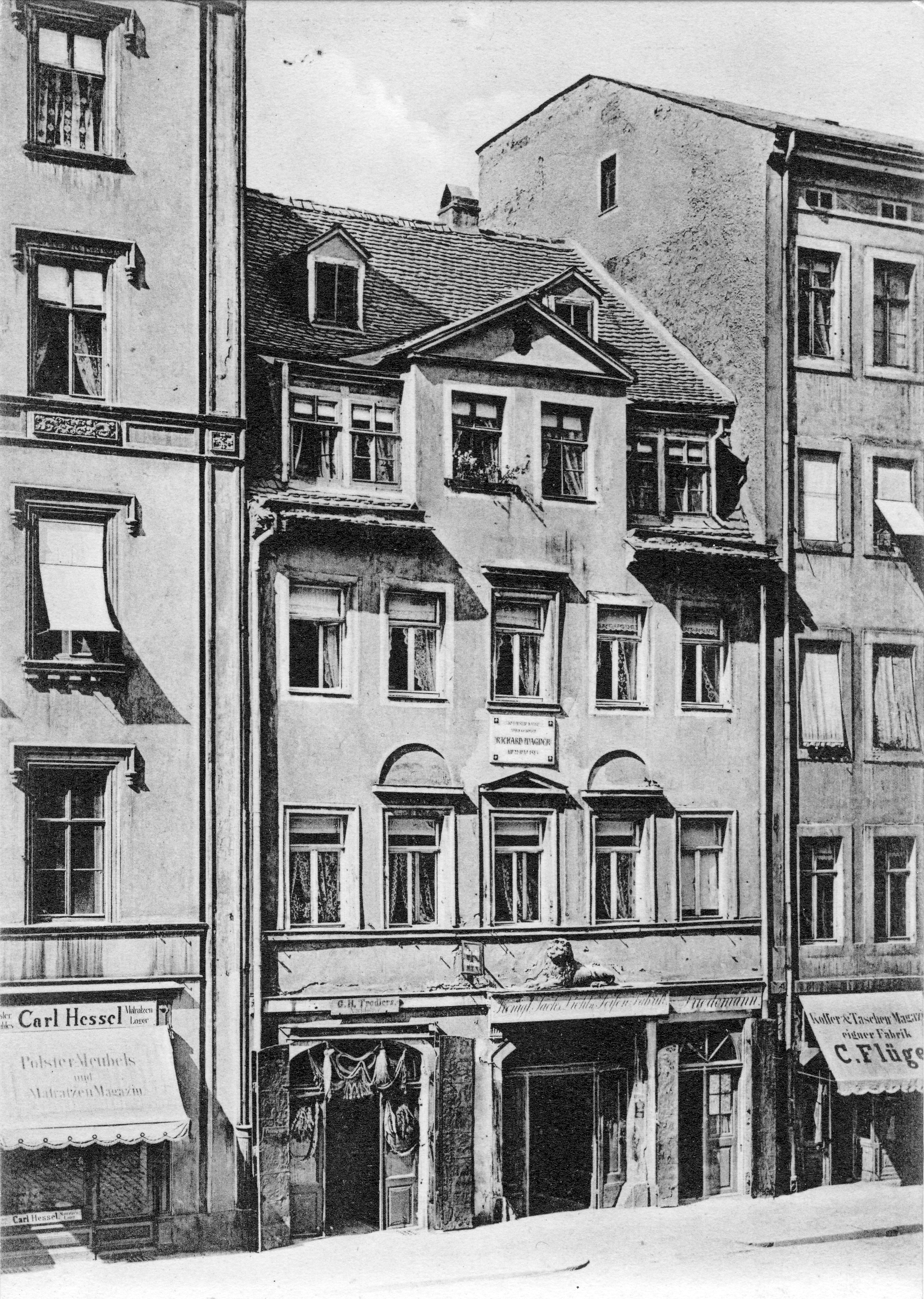
Leipzig: Verkaufsräume in Wagners Geburtshaus

In ländlichen Gegenden des Rheinlands gab es zu Beginn des 19. Jahrhunderts noch viele Handweber. Meist wurden auf Handwebstühlen Seidentücher und Baumwollstoffe gewebt. Dabei mussten meist alle Familienmitglieder mithelfen. Der Mann saß hinter dem Webstuhl, die Frau machte die Webspulen zurecht. Die älteren Kinder halfen mit. Wenn die Frau spulte und mit dem einen Fuß das Rad antrieb, musste sie mit dem andern vielfach noch eine Kinderwiege in Bewegung halten; denn die Ehen waren damals fast immer kinderreich. Die Hausweber arbeiteten für einen Kontoristen, der meist in einer der größeren Städte wohnte, waren aber noch ihre eigenen Herren, konnte sich ihre Arbeit nach Belieben einteilen und z. B. noch nebenbei in ihrem Stall eine Ziege halten. An einem bestimmten Wochentag brachte ein Hauderer die fertig gewebten Stücke der Handweber mit seinem Huffwagen, das war ein mit Zelttuch überdachter Wagen, zum Kontoristen. Auf dem Rückweg brachte er neue Webketten und auch das Geld für die abgelieferte Ware mit. Das war immer ein Festtag für die Weberfamilien.

#### Gründung von Kampf & Spindler in Elberfeld
Johann Christian Spindler (* 27. Juli 1801 in Kassel; † 29. Januar 1881 in Hilden), Sohn eines Hofdachdeckermeisters und Enkel eines Webers im Hunsrück zog nach Elberfeld, heute zu Wuppertal, auf den Hofkamp um. Als Kaufmann kaufte er ab 1827 den Handwebern die Waren ab und vertrieb sie weiter.
Johann Christian Spindler und Johann Wilhelm Kampf (* 1799 in Elberfeld; † 10. August 1875 in Hilden) freundeten sich an. Johann Wilhelm Kampf stammte aus einer Familie, die schon im Mittelalter in der Textilbranche als Bleicher und Garnhändler tätig war. Johann Christian Spindler und Johann Wilhelm Kampf gründeten 1832 in Elberfeld die Firma „Kampf & Spindler“, eine Halbseidenwaren- und Bandfabrik. Später wurde die Fabrikation auf wollene Tücher und Westen ausgedehnt. Das erste Kontor befand sich auf dem Hofkamp. 1835 zog die Firma zum Neuenteich um, 1840 zur neu angelegten Königstraße (seit 1946 Friedrich-Ebert-Straße). Die damals an Hausnummer 121 errichtete Villa Spindler zeugt auch heute noch von im Textilhandel schnell erworbenem Reichtum. In den Messestädten Leipzig und Braunschweig war die Firma mit eigenen Verkaufsräumen vertreten. In Leipzig repräsentierte Kampf & Spindler im Geburtshaus Richard Wagners.

#### Trennung der Gründer
Im Jahre 1848 trennten sich die Gesellschafter und führten ihre Geschäfte als Einzelfirmen fort. Johann Christian Spindler verblieb in Elberfeld. Johann Wilhelm Kampf zog 1848 nach Hilden ins Haus Hagdorn, das ihm für Wohnung und Geschäft genügend Raum bot. In Hilden lebten gut ausgebildete Heimweber. Schon 1849 beschäftigte Kampf 100 Arbeitskräfte, die auf 100 Handwebstühlen tätig waren.
Bis zum Beginn der Industrialisierung trugen die Heimweber wesentlich zum Aufstieg der Stadt Hilden bei.
Johann Wilhelm Kampf versuchte 1857, die Hildener Weber zu einer Weber- und Wirkerinnung zusammenzuschließen. Von 135 ortsansässigen Webmeistern traten 62 dieser Vereinigung bei.

#### Wiedervereinigung der Geschäfte in Hilden

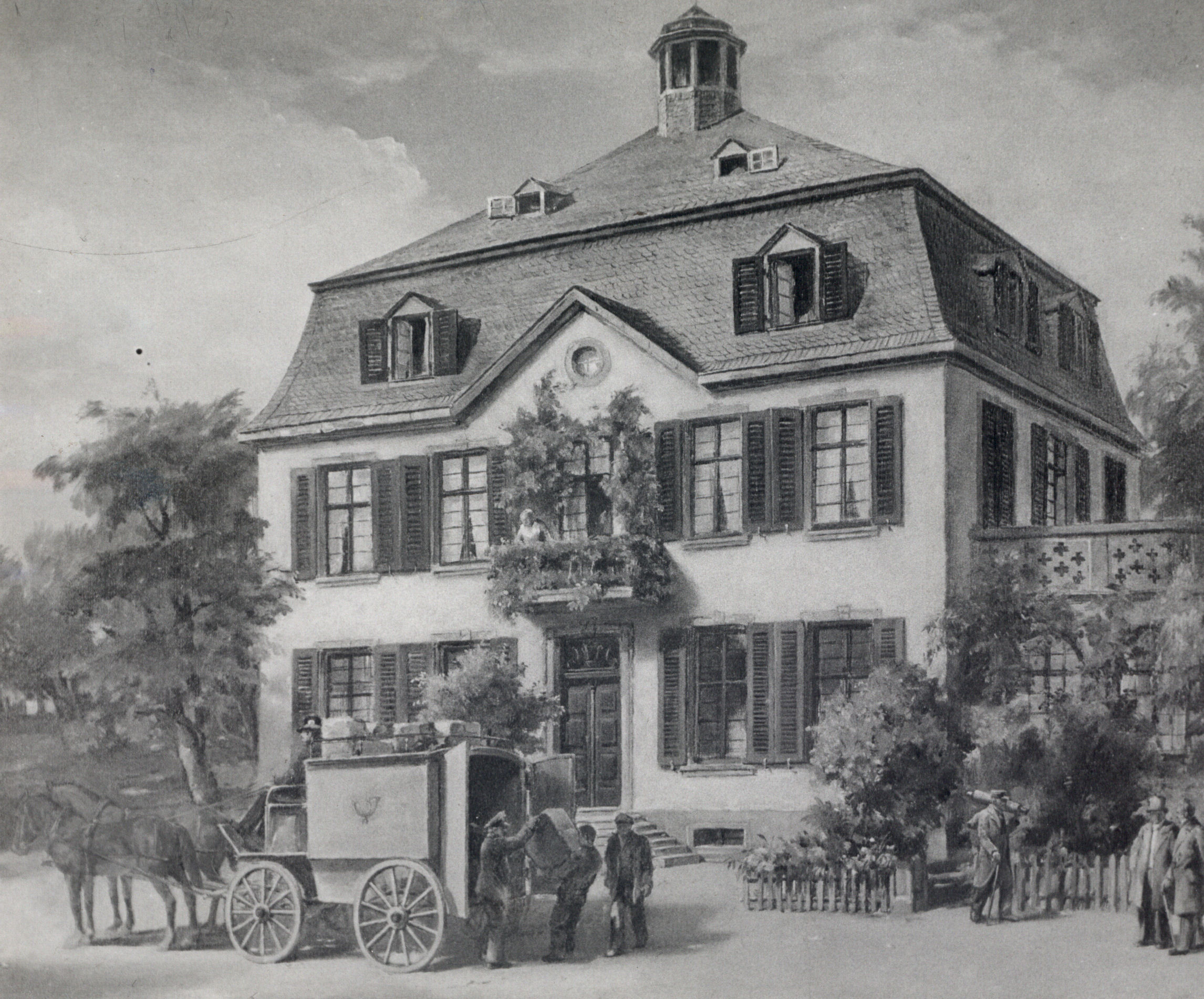
Haus Hagdorn, erster Firmensitz in Hilden, Benrather Str. 1

Die Kinder der beiden Gründer von Kampf & Spindler in Elberfeld, Wilhelm Kampf (* 4. Oktober 1830 in Elberfeld; † 27. März 1877 in Sanremo) und Emilie Spindler (* 2. August 1837 in Elberfeld; † 13. Oktober 1919 in Hilden) heirateten 1858. Dies war der Anlass für Johann Christian Spindler und Johann Wilhelm Kampf, sich aus ihren Geschäften zurückzuziehen und diese per 1. Oktober 1863 unter der früheren Firmierung Kampf & Spindler in Hilden wieder zu vereinigen.
Wilhelm Kampf und Adolph Spindler (* 9. August 1839 in Elberfeld;  † 9. April 1895 in Hilden) übernahmen gemeinsam die Leitung der nun in Hilden, Haus Hagdorn, Benrather Straße 1, mit Wiegekammer und Lagerraum ansässigen Firma.
Anfang 1873 wurde Arnold Münker (* Oktober 1844 in Langenberg (Rheinland); †  April 1894 in Hilden) als dritter Teilhaber in das Unternehmen aufgenommen. 1882 verließ Münker das Unternehmen und war bis zu seinem Tod unter eigener Firma zusammen mit seiner Ehefrau Helene in Hilden als Seidenstoffgroßhändler tätig.
Nach dem frühen Tod von Wilhelm Kampf wurde Gustav Adolph Spindler 1877 alleiniger Inhaber von „Kampf & Spindler“. Er wohnte von 1873 bis 1878 im Vorgängerbau des im Jahr 1900 erbauten Rathauses, heute Bürgerhaus.
1877 erbaute er ein neues Wohnhaus an der Klotzstraße 14. Nebenan wurden neue Kontor–Räume geschaffen. Zwei seiner Söhne, Adolf, der älteste, und Paul Spindler lernten das Textilhandwerk. Adolf Spindler (* 2. August 1865; † 13. Januar 1956 in Halver-Schmalenbach) hatte die Webschule und die praktische Ausbildung in der Maschinenfabrik Rüti bei Zürich absolviert. Er trat 1883 als Lehrling in das Unternehmen ein. Paul Spindler (* 25. Februar 1872 in Hilden; † 14. März 1949 in Wiesbaden) trat als 17-Jähriger 1889 in das Unternehmen ein. Er durchlief alle Abteilungen und lernte die Firma von der Pike auf kennen.
Bis zum Jahre 1887 kamen nur Handwebstühle zur Anwendung. Die Drechslerei von Kaspar Kirberg (1781–1849) fertigte die Handwebstühle in Hilden an der Schwanenstraße, Klinkenhaus am Klinkenhammer. Während der Zeit der Handwebstühle wurden darauf ausschließlich ganzseidene Tücher und Kleiderstoffe hergestellt.
Zusätzlich zum Kontor entstand die Fabrik. In Hilden neben dem Kontor wurde in der Winderei gefärbtes Seidengarn, sowohl Kett- wie Schussgarn auf Bobinen gewunden. Zuerst wurde das große Schwungrad von einem kräftigen Mann in Bewegung gesetzt. Mit dem Aufkommen des Gasmotors stellte die Firma einen in Deutz gebauten Otto Gasmotor zum Betrieb der Winderei auf.

### Zeit der mechanischen Webstühle
Im Jahre 1886 wurden im Saal der Winderei erste mechanische Webstühle aus der Maschinenfabrik Rüti (Schweiz) aufgestellt. Im nächsten Jahr 1887 wurden 48 mechanische Webstühle errichtet. Sie wurden mit einer  in der Maschinenfabrik von Friedrich Kirberg (* August 1824; † 28. Februar 1914) in Hilden, Schwanenstraße, hergestellten Dampfmaschine über Transmissionen angetrieben.
Bis zum Jahre 1895 war die Belegschaft auf 250 Mitarbeiter angestiegen.
Nach dem Tod von Gustav Adolph Spindler im Jahre 1895 übernahmen seine Witwe Elise, geborene vom Baur (* 1835 in Lüttringhausen; † 29. April 1903) und sein Sohn Adolf Spindler das Geschäft und wurden Teilhaber. Sohn Paul Spindler erhielt gleichzeitig Prokura. Mit der Zeit war Adolf für den Verkauf und Paul für die Fabrikation zuständig.
1896 gelang es Paul Spindler, durch eine Erfindung auf dem mechanischen Webstuhl die Qualität von im Faden gefärbten reinseidenen Stoffen mit den gleich guten Eigenschaften herzustellen, wie sie bis dahin nur von Handwebern erzielt werden konnte.
Am 30. August 1897 heiratete Paul Spindler in Gummersbach Meta Sondermann (* 14. September 1877 in Gummersbach; † 16. Februar 1957). 1910 zogen Paul und Meta Spindler in den an der Hochdahler Straße am nördlichen Stadtrand von Hilden mit umfangreichen Parkanlagen umgebenen neu erbauten Landsitz Haus Kolksbruch. Später stellte Paul Spindler die Villa samt dem umliegenden Gelände dem 1933 an die Macht gekommenen Reichskanzler Adolf Hitler zur Verfügung und zog 1934 mit seiner Familie in die im heutigen Stadtpark in der Stadtmitte gelegene Villa. Haus Kolksbruch wurde von den nationalsozialistischen Machthabern in ein Müttererholungsheim umgewandelt. Von 1945 bis 1958 wurde das Gebäude dann von Besatzungsstreitkräften genutzt, bevor es der Bundesvermögensverwaltung zufiel. Seit 1965 befindet sich dort in neu errichteten Gebäuden das Institut für öffentliche Verwaltung des Landes NRW.
Während des Ersten Weltkrieges musste Adolf Spindler sofort ins Feld. Nach vier Jahren kehrte er heim. Er nahm danach seine Arbeit nicht wieder auf, sondern übertrug das Unternehmen auf seinen Bruder Paul und ließ sich seinen Erbanteil auszahlen. So ausgestattet, zog er sich ins Privatleben zurück und erwarb vom Wirtschaftswissenschaftler Eugen Schmalenbach dessen Gut Schmalenbach, wo er sein weiteres Leben verbrachte und 1956 starb.

### Firmenerweiterungen

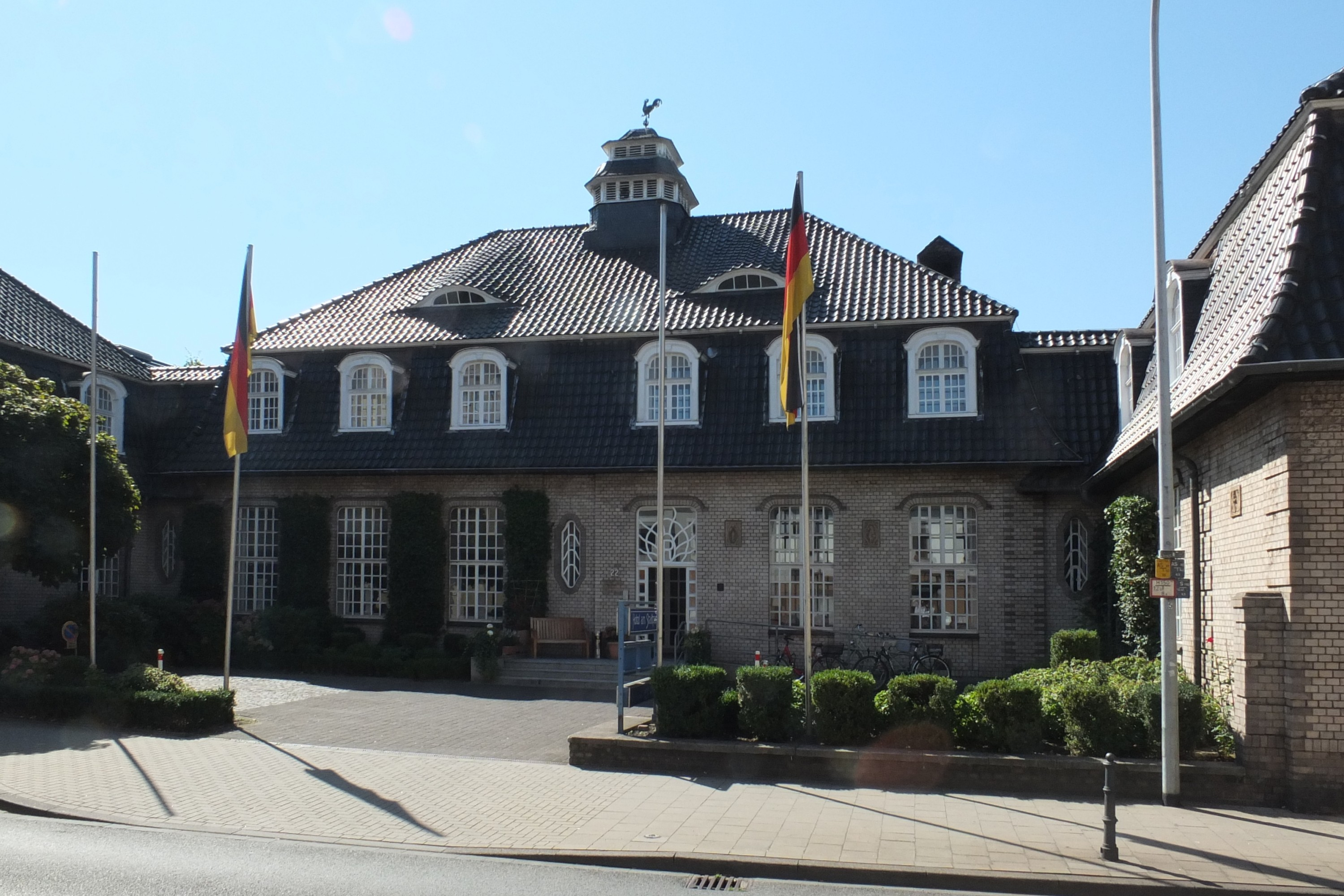
Kampf & Spindler Verwaltungsgebäude, Hilden Klotzstraße 22

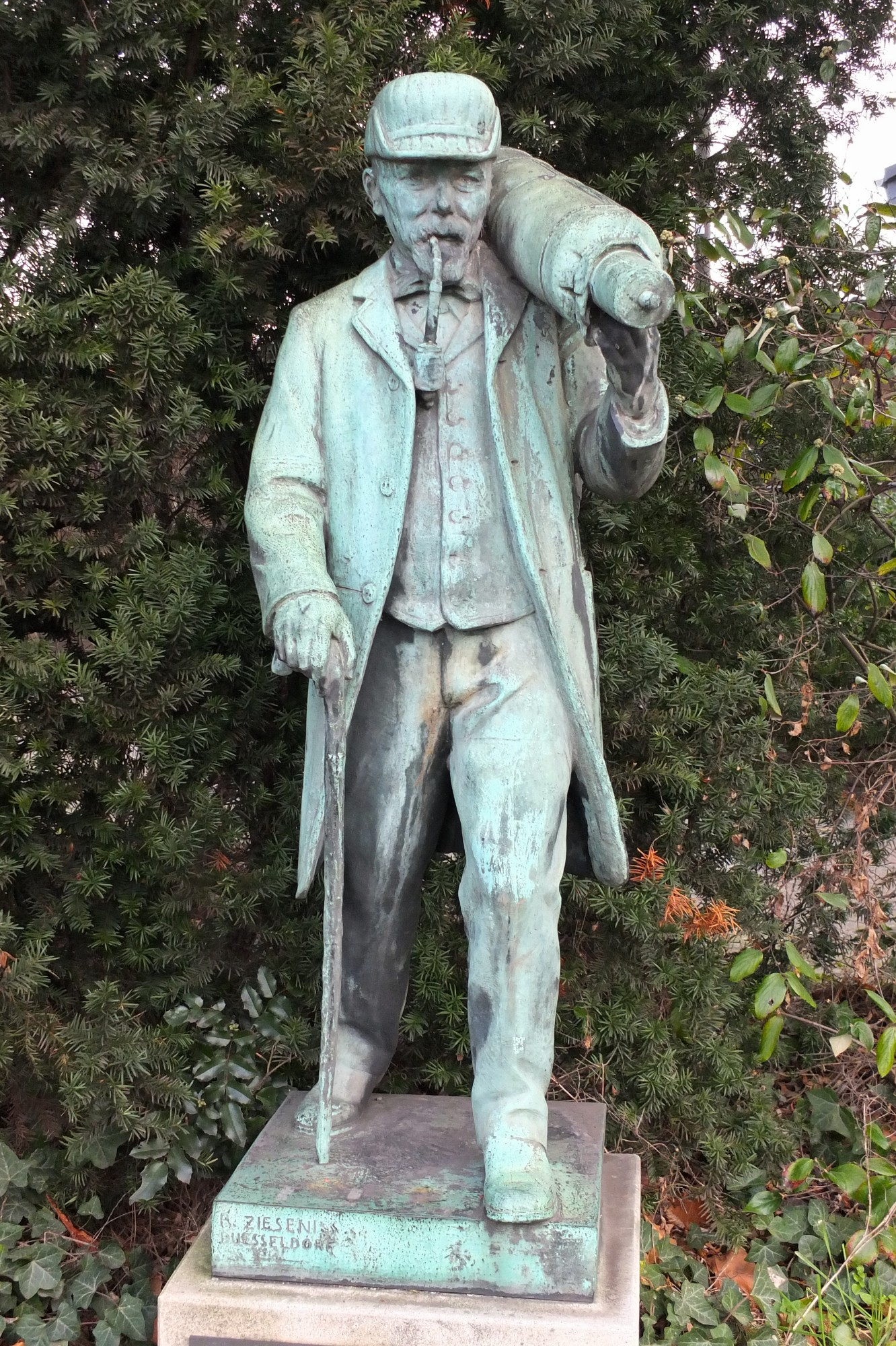
Der letzte Heimweber Carl Hasbach

Paul Spindler baute die Produktion aus. In den Jahren 1902 kamen die Zweigwebereien in Baumberg heute Stadtteil von Monheim am Rhein und 1908 die Zweigweberei in Nastätten/Taunus hinzu. Mit der Vergrößerung der Produktionsstätten reichten die bisherigen Kontor- und Lagerräume nicht aus. Im Jahre 1910 wurde daher an der Klotzstraße 22 in Verbindung mit der mechanischen Weberei ein einheitliches Kontor- und Verwaltungsgebäude errichtet. Der Architekt des bruchsteinsichtigen Hauses mit dem Türmchen an der Klotzstraße 22 war Walter Furthmann. Das Kontor und der geschäftliche Betrieb wurden aus dem „Haus Hagdorn“ herübergenommen.
81 Jahre nach Firmengründung war die Umstellung vom Handwebstuhl auf den mechanischen Betrieb abgeschlossen. Als letzter Handweber lieferte Carl Hasbach 1913 sein letztes zu Hause gefertigtes Webstück ab. Er wurde von allen Seiten fotografiert. Die Fotos dienten als Vorlagen für das Bronzedenkmal „Pfeife rauchend, angetan mit dem guten Rock, den Warenbaum mit dem daran hängenden Bobinensack geschultert“. Infolge der Wirren des Ersten Weltkrieges wurde die Bronzeplastik von Rudolf Zieseniss aus Düsseldorf erst 1929 im Vorgarten des Verwaltungsgebäudes an der Klotzstraße (heute Hotel am Stadtpark) aufgestellt. Der heutige Standort der Plastik befindet sich an der Ecke Hochdahler Straße/Berliner Straße.

### Reyon, Kunstseiden–, Zellstoffspinnerei, Färberei, Druckerei, Appretur

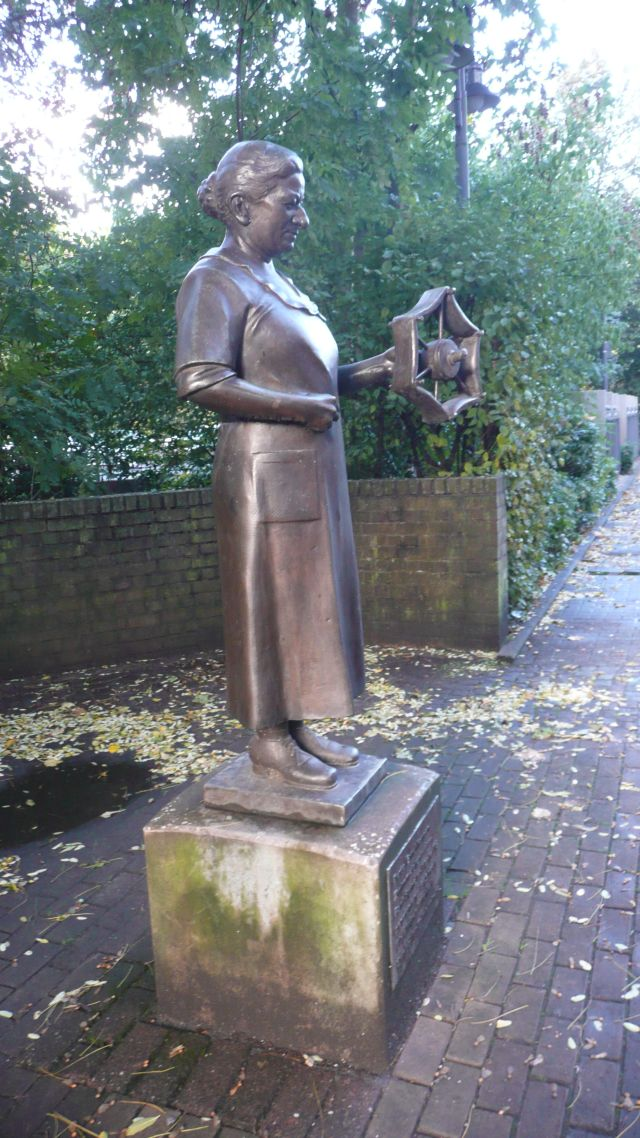
„Betriebstreue“, Berta Bruchhausen

Nach fünfjähriger Forschung in einer bei „Sondermann & Co“ in Gummersbach eingerichteten Versuchsspinnerei wurde 1931 in Hilden an der Walder Straße die Kunstseidenspinnerei eröffnet. Darin wurden Chemiefasern aus Cellulose mit dem Nassspinnverfahren hergestellt. Der Name Kunstseide rührt vom seidenähnlichen Glanz der Fasern her. Der Begriff Kunstseide ist veraltet und heute nicht mehr gebräuchlich. Man spricht bei dieser Art von textilem Rohstoff von cellulosischen Filamentgarnen, beispielsweise Viscose–Filamentgarnen.
Am 1. Januar 1935 wurde Herbert Spindler (* 4. Januar 1901; † 10. Oktober 1945), Sohn von Adolf Spindler, Teilhaber.
Die Tochter von Paul Spindler, Judith Spindler (* 19. März 1906 in Hilden; † 2006) hatte den Diplomaten Friedrich Karl von Siebold (* 11. Mai 1897; † 26. Mai 1984 in München) geheiratet. Er trat am 1. Juli 1934 in die Firma ein. Ab dem 1. Januar 1935 bis zum Ende des Jahres war er Prokurist, ab 1. Januar 1936 Teilhaber und Geschäftsführer. Er schuf vor allem die Organisation, die dem schnell wachsenden Werk angemessen war. Am 31. März 1939 schied er aus dem Unternehmen wieder aus, um in seinem alten Beruf zurückzukehren. 1971 ließen sich Judith geb. Spindler und F. K. von Siebold scheiden. Sie nahm nach der Trennung ihren Mädchennamen Judith Spindler wieder an und verbrachte ihren Lebensabend in Lindau am Bodensee.
Der Ausbau des Verwaltungsgebäudes an der Hofstraße erfolgte 1936. Brachliegendes Gelände wurde zugekauft, Kesselhäuser kamen hinzu, Klimaanlage und Belegschaftsraum wurden eingerichtet.
Die Weberei „Sondermann & Co“ des Vaters von Meta Spindler in Gummersbach wurde 1937 von der Firma „Kampf & Spindler“ übernommen. Sie produzierte Futterstoffe.
In Hilden an der Walder Straße wurde die Kunstseidenspinnerei im Jahre 1937 durch die Zellwollfabrikation und die Zellwollgarnspinnerei ergänzt. „Kampf & Spindler“ bezog lediglich Zellstoffplatten als Rohstoff, die nach dem Viskoseverfahren in großen Kesseln zu Viskoseflüssigkeit aufgelöst wurden. Der entstandene Brei, durch winzige Löcher der Platindüsen gespritzt, erhärtete zum Kunstseidenfaden oder wurde zu Zellwollflocken umgewandelt. Durch das Verfahren zur eigenen Herstellung von Kunstseide ergab sich die Notwendigkeit, die Stoffe nach dem Weben selbst zu färben, zu bedrucken und auszurüsten. In den Gebäuden der stillgelegten „Gesellschaft für Baumwollindustrie AG“ zwischen Hochdahler- und Elberfelder Straße wurde 1931 eine Bleicherei, Stückfärberei und Appreturanstalt errichtet. Sie wurden 1935 durch eine Stoffdruckerei ergänzt. Die Belegschaft war im Konzern auf 2500 Mitarbeiter angestiegen.
In eigenen Spinnereien, Webereien und Färbereien erzeugte die Firma „Kampf & Spindler“ als Endprodukt Damen- und Herrenfutterstoffe.
Der Textilfabrikant Paul Spindler enthüllte am 21. Mai 1939 zu seinem 50. Arbeitsjubiläum die Bronzeplastik „Betriebstreue“ des Künstlers Emil Jungblut, Düsseldorf. Die Statue ist ein lebensgroßes Abbild von Berta Bruchhausen, die 40 Jahre zuvor als Ungelernte in der Firma angefangen und nach langer Betriebszugehörigkeit als Meisterin die Zwirnerei tätig war. Sie bekam zur Zierde des Gebäudes ihren Platz an der an der Hofstraße gelegenen Firmenfassade. Heute erinnert die Plastik in der Nähe des Rathauses, Am Rathaus 20 an die Blütezeit der Hildener Textilindustrie.

### „Kampf & Spindler“ im Zweiten Weltkrieg und während der direkten Nachkriegszeit
Paul Spindler der den Betrieb seit Ende des Ersten Weltkriegs leitete, trat 1939 der NSDAP bei. Bis Kriegsende verblieb Spindler als Parteianwärter in der Partei. Während des Zweiten Weltkrieges (1939–1945) wurden Kriegslieferungen abgelehnt und die Produktion blieb auf den zivilen Bereich eingestellt. Die Einberufungen zum Militär führten in dieser Zeit zur Reduzierung des Personals. Spindler versuchte dies durch den Einsatz von Zwangsarbeitern auszugleichen. Stand Oktober 1946 betrieb die Firma mehrere Zwangsarbeiterlager in Hilden, dazu gehörten Baracken an der Mühlenstraße für 11 Ostarbeiterinnen und Unterkünfte an der Hochdahler Straße für 16 Ostarbeiter und Ostarbeiterinnen. Ein weiteres Barackenlager der Firma an der Walder Straße wurde 1943 durch einen Luftangriff zerstört. Die Firma setzte vor allem Zwangsarbeiterinnen aus Osteuropa ein. Im Vergleich zu anderen Hildener Firmen, meldete Kampf und Spindler besonders häufig sogenannte „Disziplinverstöße“ an die Polizei. „Disziplinverstöße“ konnten hart bestraft werden.
Die Fabrikhallen wurden durch Bomben zerstört. Gegen Ende des Krieges wurden die wichtigsten Fabrikationsanlagen abgebaut und in den Kellerräumen in Sicherheit gebracht. Die Luftangriffe überlebte die Belegschaft der Verwaltung und der Produktion in Kellerräumen. Der Zweite Weltkrieg endete für Hilden am 16. April 1945 mit dem Einmarsch von US-Truppen, die von Solingen-Ohligs und von Langenfeld-Wiescheid nach Hilden einrückten und nach Düsseldorf weiterzogen.
Während der amerikanischen Besatzung blieben die Produktionsstätten bei Spindler zunächst geschlossen. Nur die Färberei arbeitete zum privaten Umfärben von Kleidung. Kurz nachdem die Amerikaner das Rheinland im Juni 1945 an die Briten weitergaben, bestellten jedoch schon 1945 die Briten 30.000 Meter Stoff. Mit diesem Auftrag erholte sich „Kampf & Spindler“ und es normalisierte sich der Arbeitsalltag wieder. 1946 musste Paul Spindler, auf Anordnung der Militärregierung Mettmann-Düsseldorf, die Leitung des Betriebs kurzfristig aufgeben. Obwohl Spindler 1933 Adolf Hitler das Haus Hagdorn in Hilden überschrieb und 1938 eine Belohnung in Höhe von 100.000 RM für die Ergreifung des Hitler-Attentäters Georg Elser aussetzte, wurde Paul Spindler 1948 von der Entnazifizierungskommission nur als Mitläufer (Gruppe IV) eingestuft.
Nach Wiederaufbau und der Währungsreform im Jahr 1948 konnte die Kundschaft wieder ohne Einschränkungen beliefert werden. Die Belegschaft stieg erneut, bis zum Jahre 1950 auf 2350 Mitarbeiter.
Zur Unterstützung der Belegschaft in der Nachkriegszeit stellte die Firma Spindler im Jahr 1945 der Bevölkerung Flächen an der Mettmanner Straße und Hagdornstraße für den Gemüseanbau zur Verfügung.

### Zeit ab 1939, Umfirmierung zu Paul-Spindler-Werke KG
Gert P. Spindler (* 9. Mai 1914 in Hilden im Haus Kolksbruch; † 21. Oktober 1997 in Erkrath, Sohn von Paul und Meta Spindler) hatte seit 1931 im väterlichen Betrieb schon alle Abteilungen durchlaufen. Von 1933 bis 1934 besuchte er die Seidenwebschule Zürich und absolvierte schließlich noch ein Volontariat in London, ehe er in das Familienunternehmen zurückkehrte. Nachdem er das Handwerk von Grund auf gelernt hatte, wurde Gert P. Spindler im Herbst 1938 Prokurist, und am 9. Mai 1939, seinem 25. Geburtstag, nahm ihn sein Vater als Juniorpartner in die Firma auf und machte ihn zum Geschäftsführer der Firma „Kampf & Spindler“. Nach dem Tode seines Vaters, des 77-jährigen Paul Spindler, übernahm Gert P. Spindler im März 1949 zusammen mit seiner Mutter Meta die Leitung des Unternehmens.
Im März 1951 erfolgte die Inbetriebnahme der Zellwollgarnspinnerei. Mit der Errichtung einer eigenen Zellwollgarnspinnerei wurde im Jahre 1950/51 die letzte Lücke in der Vertikal-Konstruktion geschlossen. Das Unternehmen erzeugte nun alle Rohstoffe im eigenen Konzern. Dies war der Anlass für die Umbenennung der bis dahin unter dem Namen „Kampf & Spindler“ geführten Firma in „Paul-Spindler-Werke KG“.
Mit der starken Verbreitung der Chemiefasern in der Textilindustrie aus linearem aliphatischen Polyamid wie Akulon, Dederon, Grilon, Nylon, Perlon, Timbrelle, Miramid und den Fasern aus Polyacrylnitril wie zum Beispiel Dralon, begann 1950 der nächste Strukturwandel. Die Chemiefasern verdrängten die Zellstofffasern und Baumwollfasern.
Anfang der 1950er Jahre ersetzte „Kampf & Spindler“ die Reyonfasern durch Polyester–Faserstoffe. Bis 1957 kombinierte man die Polyester–Fasern mit Wollfasern.
Große Mengen Diolen/Woll–Kleiderstoffe für Damen- und Herrenbekleidung wurden hergestellt. Die „Paul-Spindler-Werke KG“ führten als erste deutsche Textilfirma ein Gütesiegel ein.
1957, nach dem Tod von Meta Spindler, wurde Gert P. Spindler bis zur Schließung 1970 alleiniger Geschäftsführer.
Da die Verwendung von Chemiefasern weiter zunahm, stellte Spindler 1957 die eigene Kunstfaser- beziehungsweise Kunstseidenproduktion ein. Die Chemiefasern wurden extern bezogen und der Grundsatz, alles im eigenen Haus herstellen zu können, wurde aufgegeben.

### Mitunternehmertum
Breites Aufsehen erregte Gert P. Spindler, als er zum 1. Januar 1951 in seinem Unternehmen ein System der Mitarbeiter-Gewinnbeteiligung installierte, das mit Mitbestimmungs- und Mitentscheidungsrechten verbunden war, die weit über das hinausgingen, was erst später im Betriebsverfassungsgesetz für die gesamte Wirtschaft verankert wurde. Die 2500 Mitarbeiter der Belegschaft waren zu einem Viertel am Gewinn beteiligt. Dies war praktische Verwirklichung des Gedankens „Errungenschafts–Gemeinschaft“
Gert P. Spindler förderte das betriebliche Vorschlagswesen. Neben seiner Unternehmertätigkeit engagierte sich Gert P. Spindler nach 1945 politisch und publizistisch, besonders für den Ausgleich sozialer und menschlicher Nachkriegsspannungen (Flüchtlinge – Einheimische, Arbeitnehmer – Arbeitgeber) sowie für die Aussöhnung mit den Gegnern aus dem letzten Krieg. 1950 rief Gert P. Spindler die Arbeitsgemeinschaft Partnerschaft in der Wirtschaft (AGP) ins Leben, die 1970 über 200 Mitgliedsfirmen zählte.

### Strukturwandel
Im Betrieb an der Hildener Walder Straße, einem der modernsten Websäle Europas, arbeiteten 1963 noch 220 automatische Webstühle, je 60 wurden von einem Weber überwacht. Dabei halfen dem Weber farbige Signallampen, die ihm von weitem erkennbar anzeigten, wenn irgendetwas nicht in Ordnung war, zum Beispiel der Faden riss oder ein Webstück fertig gewebt war.
Bis zum Geschäftsjahr 1965/66 lief das Spindlersche Textilunternehmen gut. Es geriet dann zunehmend in Schwierigkeiten durch die schnellen strukturellen Veränderungen auf dem Textilmarkt, denen das Unternehmen auf Dauer nicht gewachsen war. In den Jahren 1969–1970 kam es zu massiven Strukturänderungen mit Entlassungen in der gesamten Textilindustrie. Bereits 1969 musste Spindler seinen Betrieb an der Hofstraße verkaufen, Ende 1970 gab er schließlich ganz auf. Am 30. Dezember 1970, schlossen die Paul-Spindler-Werke KG nach 138 Jahren. Mit 122 Jahren war es das am längsten in Hilden ansässige Textilunternehmen.

### Geschäftsleitung des Unternehmens
- 1832–1848 Johann Christian Spindler und Johann Wilhelm Kampf
- 1848–1863 separate Unternehmungen der Gründer in Elberfeld bzw. Hilden
- 1863–1877 Gustav Adolph Spindler und Wilhelm Kampf
- 1877–1895 Gustav Adolph Spindler
- 1895–1903 Adolf Spindler, Paul Spindler und Elise Spindler
- 1903–1918 Adolf Spindler und Paul Spindler
- 1918–1938 Paul Spindler
- 1939–1949 Paul Spindler und Gert P. Spindler
- 1949–1957 Gert P. Spindler und Meta Spindler
- 1949–1970 Gert P. Spindler

### Entwicklung der Betriebsstätten
- Elberfeld
  - 1832–1835 Kontor auf dem Hofkamp
  - 1835–1840 Kontor am Neuenteich
  - 1840–1863 Kontor Königstraße 121 (heutige Friedrich-Ebert-Straße)
- Hilden
  - 1848–1910 Haus Hagdorn, Benrather Straße 1
  - 1863–1969 Zwirnerei, Spinnerei und Seidenweberei an der Klotzstraße/Hofstraße
  - 1910–1970 Hauptverwaltung, Klotzstraße 22
  - 1931–1970 Kunstseidenspinnerei mit Kreppzwirnerei und Kunstfaserweberei an der Walder Straße
  - 1931–1970 Bleicherei und Stückfärberei (1931–1970) an der Hummelster-/Hochdahler Straße
  - 1935–1970 Stoffdruckerei und Appretur (1935–1970) an der Hummelster-/Hochdahler Straße
  - 1937–1970 Zellwollfabrikation und Zellulosegarnspinnerei (1937–1970) an der Walder Straße
- Baumberg
  - 1902–1957 Weberei
- Nastätten
  - 1908–1957 Weberei
- Gummersbach (bis 1937 Sondermann & Co.)
  - 1925–1931 Versuchsspinnerei für Kunstseide
  - 1932–1934 Lohnfertigung von Herrenfutterstoffen für Kampf & Spindler
  - 1934–1937 ausschließlich Lohnfertigungen für Kampf & Spindler
  - 1937–1957 Weberei nach Übernahme durch Kampf & Spindler

## Geländenutzung in Hilden nach Stilllegung aller Betriebe

### Klotzstraße
Von dem Seidenimperium der Spindler-Dynastie ist nur das Verwaltungsgebäude an der Klotzstraße 22 übrig geblieben. Nach langer Umbauphase schlafen seit 1988 die Gäste des „Hotels am Stadtpark“ dort. Sie speisen im Restaurant „la Scala“. Dahinter in der Hofstraße im Seniorenstift Curanum residieren heute ältere Mitbürger.

### Stadtpark
1969 erwarb die Stadt Hilden von der Erbengemeinschaft Spindler das Spindler-Gelände an der Hofstraße mit Park. Die Fabrikgebäude wurden 1978 abgerissen. Die Stadt gestaltete aus dem vormals privaten Park den „Stadtpark“. In die Villa im Park zog die Musikschule von 1978 bis 1992 ein. Seit 1. September 1992 spielen dort die Kinder des „Kindergartens im Park“ mit den Gruppen „Itterbonbons“ und „Kinderkiste“.

### Walder Straße
Auf dem ehemaligen Spindler-Gelände an der Walder Straße produzierte ab 1971 die Firma Gebrüder Happich GmbH Kraftfahrzeugteile, bis sie den Betrieb wieder aufgab und ihre Aktivitäten in Wuppertal konzentrierte. Nach Abriss der Firmengebäude wurde ab 1991 von einem Immobilienfonds auf dem Gelände das Gewerbegebiet mit dem Namen Itterpark gestaltet. Die Kombination aus Büro- und Logistiknutzung ermöglicht optimale Synergieeffekte. Darüber hinaus punktet der Business Park mit hochwertiger Ausstattung aller Nutzflächen, modernsten technischen Features und einem naturnahen, grünen Umfeld. Der Gewerbepark liegt in zentraler Lage im Herzen des wirtschaftsstarken und lebendigen Städtedreiecks Köln–Leverkusen–Wuppertal, in der Nähe zur Landeshauptstadt Düsseldorf und in unmittelbare Nachbarschaft zur Hildener City.

### Hochdahler Straße
Das zentral gelegene Gelände wurde komplett geräumt und dient ausschließlich der Wohnbebauung. Einzige Erinnerung an die Spindlerwerke ist das ursprünglich vor der Spindler-Verwaltung aufgestellte Denkmal des letzten Handwebers, das nun an der Ecke Hochdahler-/Berliner Straße aufgestellt ist. Nach 1970 war es zunächst zur Walder Straße transloziert worden, musste aber dort nach 1990 dem neuen Itterpark weichen.

## Soziales Engagement des Unternehmens

### Arbeiterfürsorge
In den Betrieben wurden Sanitär- und Feierabendeinrichtungen auf hohem Niveau geschaffen und regelmäßig saniert. Die Paul-Spindler-Werke KG richtete Unterstützungs- und Pensionskassen ein.

### Werkswohnungen
Da es im neunzehnten Jahrhundert den sozialen Wohnungsbau noch nicht gab, begann die Firma Kampf & Spindler Werkswohnungen für ihre Mitarbeiter zu errichten. 1899 konnten die ersten auf der Humboldtstraße bezogen werden. Südlich des Werksgeländes wurde 1907 in der Seidenweberstraße die erste „Spindlersiedlung“ gebaut. Nach dem Zweiten Weltkrieg entstand eine zweite Siedlung mit sechs Häusern an der Hochdahler Straße mit fortschrittlichen Anforderungen des Siedlungsgedankens.
Die Paul-Spindler-Werke ließen 1952 „Am Weberschiffchen“ eine Eigenheimsiedlung errichten. 1957 kam noch ein Sechsfamilienhaus an der Schützenstraße hinzu.
Als das Werk in Gummersbach 1957 geschlossen wurde, kündigte Gert P. Spindler den Mitarbeitern nicht einfach, sondern die Mitarbeiter wurden von den Hildener Betrieben übernommen. Die Mitarbeiter aus dem Werk in Gummersbach zogen nach Hilden in ein Achtzehn-Parteien-Haus an der Hummelsterstraße.
Weitere Werkswohnungen baute die Paul–Spindler–Werke KG 1957 in Hilden in dem Bleicher-, Drucker-, Färber-, Schlichter–, Spinner- und Zwirnerweg.
Das Unternehmen verfügte 1957 über insgesamt 80 Wohnhäuser mit 247 Werkswohnungen.

### Stiftungen
Anlässlich des 50-jährigen Arbeitsjubiläums von Paul Spindler wurde 1939 ein Sportheim in Benrath am Rhein für Wassersport mit allem Zubehör errichtet.
Die Ehefrau von Paul Spindler, Meta Spindler geb. Sondermann, war Mitstifterin des Seniorenheims Erikaweg 9/Fliederweg in der Erikasiedlung. Sie hinterließ 100.000 Mark als Grundstock für dessen Bau. Wenige Jahre nach dem Krieg, kurz vor der Währungsreform 1948 spendete die Seidenweberei „Kampf & Spindler“ der Stadtbücherei Hilden 10.000 Mark. Das Geld stand für Buchanschaffungen zur Verfügung. Im Gegenzug durften Betriebsangehörige von Kampf & Spindler zehn Jahre kostenlos die Bücherei nutzen.
Testamentarisch hinterließ die 1957 verstorbene Meta Spindler der Stadtbücherei Hilden 400 wertvolle Bücher.